# Skeppsmäklare
Skeppsmäklare är en sammanfattande beteckning på redares representant i en hamn.
Skeppsmäklaren är en mellanman som hanterar nödvändiga åtgärder för att ett fartygs hamnuppehåll ska fungera praktiskt. Det kan innebära att förmedla kontakt med stuverier, speditörer, leverantörer, gränspolis samt hamn- och tullmyndigheter. 
Inom skeppsmäkleri finns ett antal olika inriktningar:
- Befraktningsmäklare: förmedlar kontakt mellan lastägare och redare.
- Hamnagent: hanterar praktiska och formella frågor för ett fartyg som kommer till en hamn.
- Köp- och försäljningsmäklare: fungerar som mellanhand vid köp, försäljning och skrotning av fartyg.
- Linjeagent: ombesörjer lastbokningar för kontrakterade rederier och förmedlar kontakt med speditörer.

I Sverige är Sveriges Skeppsmäklareförening branschorganisation inom området.